# ستيف كيرش
ستيف كيرش (بالإنجليزية: Steve Kirsch) هو مهندس كهربائي ومخترِع وعالم حاسوب أمريكي، ولد في 24 ديسمبر 1956 في لوس أنجلوس في الولايات المتحدة.

## وصلات خارجية
- الموقع الرسمي